# Distrikt Saylla
Der Distrikt Saylla liegt in der Provinz Cusco in der Region Cusco in Südzentral-Peru. Der Distrikt wurde am 14. Januar 1942 gegründet. Er hat eine Fläche von 24,1 km². Beim Zensus 2017 wurden 5938 Einwohner gezählt. Im Jahr 1993 lag die Einwohnerzahl bei 956, im Jahr 2007 bei 2934. Die 3110 m hoch gelegene Kleinstadt Saylla mit 2257 Einwohnern (Stand 2017) ist Verwaltungssitz des Distrikts. Saylla liegt am Río Huatanay 16 km ostsüdöstlich der Regions- und Provinzhauptstadt Cusco.

## Geographische Lage
Der Distrikt Saylla liegt im äußersten Osten der Provinz Cusco. Das relativ ländliche Gebiet wird von dem Fluss Río Huatanay, ein linker Nebenfluss des Río Urubamba, in östlicher Richtung durchflossen.
Der Distrikt Saylla grenzt im Westen an den Distrikt San Jerónimo, im äußersten Norden an den Distrikt San Salvador (Provinz Calca) sowie im Osten an den Distrikt Oropesa (Provinz Quispicanchi).